# 萨鲁
萨鲁（法語：Sarroux，法語發音：[saʁu]）是法国科雷兹省的一个旧市镇，属于于塞勒区。2017年1月1日，萨鲁和相邻的博尔附近圣于连合并为新市镇萨鲁-圣于连（Sarroux - Saint-Julien），萨鲁为政府驻地。

## 地理
萨鲁（45°24'51"N, 2°25'48"E）面积23.76 平方千米，位于法国新阿基坦大区科雷兹省，该省份为法国中南部省份，北起上维埃纳省和克勒兹省，西接多爾多涅省，南至洛特省，东临多姆山省和康塔爾省。
与萨鲁接壤的市镇（或旧市镇、城区）包括：博略、拉诺布尔、博尔莱索格、莫内斯捷波尔迪约、博尔附近圣于连。
萨鲁的时区为UTC+01:00、UTC+02:00（夏令时）。

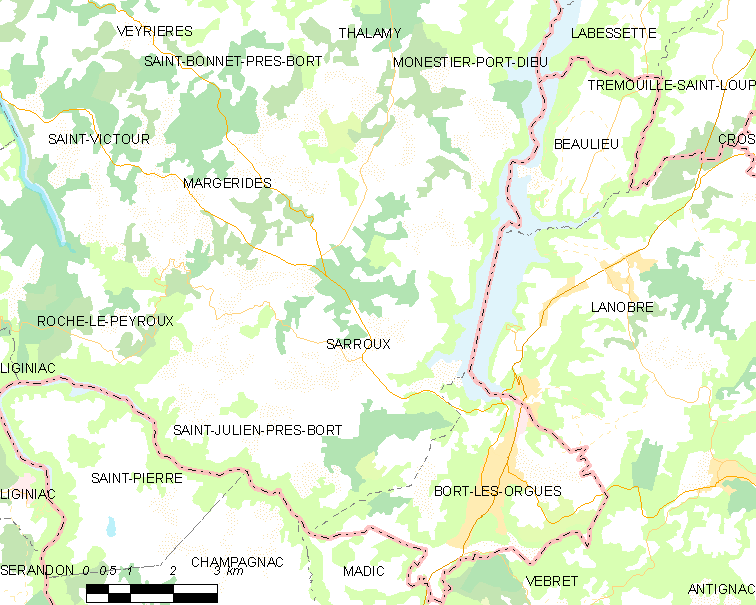
萨鲁的OSM定位图

## 行政
萨鲁的邮政编码为19110，INSEE市镇编码为19252。

## 政治
萨鲁所属的省级选区为上多尔多涅县。

## 人口

1962-2008年间萨鲁人口变化图示

萨鲁于2018年1月1日时的人口数量为445人。